# Finnmarksloven
Finnmarksloven (Lov om retsforhold og forvaltning af grund- og naturressourcer i Finnmark fylke) regulerer rettighedsforholdene til grund- og naturressourcerne på den tidligere statsgrund Finnmark. Loven, som blev vedtaget af Stortinget 17. juni 2005, skal sikre grundlaget for samisk kultur indenfor folkerettens rammer om urfolks rettigheder og samtidig sikre den ikke-samiske befolknings rettigheder i fylket.
Staten ejede gennem Statskog omkring 96 % af jorden i Finnmark frem til 2005. Med indførslen af finnmarksloven blev jorden overført til Finnmarkseiendommen (FeFo) 1. juli 2006. Fra dette tidspunktet trådte FeFo ind i Statskogs tidligere position som ejer af jorden i Finnmark. FeFo's bestyrelse udnævnes af Finnmark fylkesting og Sametinget med tre repræsentanter hver. Formandskabet går på omgang mellem Sametinget og fylkestinget. 

## Baggrunden for loven
Baggrunden for Stortingets vedtagelse om Finnmarksloven var behovet for at afklare spørgsmålet om samiske rettigheder 25 år efter striden om udbygningen af Alta-Kautokeino vassdraget i 1980. Samer og norske myndigheder blev dengang enige om at udrede samiske kulturelle, politiske og arealbaserede rettigheder i Finnmark. Udredningerne har været omfattende og er foretaget af forskellige grupper i Samerettsutvalget.
I 2003 fremlagde regeringen det første forslag til lov om ny regulering af fælles stat i Finnmark. Både lovforslaget og lovprocessen blev kritiseret for at være i strid med folkerettens bestemmelser om urfolks rettigheder[kilde mangler]. Stortinget gennemførte egne konsultationer direkte med Sametinget og Finnmark fylkesting og kom i denne proces frem til det lovforslag, der blev vedtaget som lov nr. 85 af 17. juni 2005. Både Sametinget og Finnmark fylkesting vedtog at tilslutte sig det endelige lovforslag.

## Finnmarkskommissionen
Finnmarkskommissionen blev udpeget i marts 2008 med hjemmel i Finnmarksloven. Kommissionen skal kortlægge om der findes grupper og enkeltpersoner, som har oparbejdet rettigheder til at bruge eller eje jorden som Finnmarksejendommen overtog fra staten. Medlemmerne af kommissionen er Jon Gauslaa (leder), Ole Henrik Magga, Anne Marit Pedersen, Hilde Heggelund og Kjell Næss. Med undtagelse af Magga, som er professor på Samisk Høgskole, er samtlige medlemmer heltidsansatte i kommissionen.
Kommissionen blev udpeget af regeringen i marts 2008.

## Udmarksdomstolen
Udmarksdomstolen er en særdomstol for Finnmark som skal dømme i tvistesager, hvor der er uenighed eller tvivl om hvem som har brugs- eller ejendomsret til arealer eller ressourcer i et område. I modsætning til kommissionen fungerer domstolen ikke af egen drift. Den skal behandle de sager, som bringes ind for den af parter, som er uenige i kommissionens konklusioner. Udmarksdomstolen var per oktober 2011 ikke udpeget.